# イ・スファン
イ・スファン（Lee Soo Hwan、이수환、1983年1月16日 - ）は、韓国出身の男性キックボクサー。韓国体育館所属。

## 人物
- 韓国において名門大学として知られる延世大学を卒業。将来の夢は大学教授。仁川の中学校で教生実習を受け教師資格証を取得している。

## 来歴
2005年11月5日、K-1 FIGHTING NETWORK KOREA MAX 2005に出場。テレビ中継で戦績を25戦24勝1敗22KOと紹介された。スーパーファイトでレミギウス・モリカビュチスと対戦し、2RKO負け。
2006年2月25日、K-1 FIGHTING NETWORK KHAN 2006 in BUSANで行われたアジアトーナメントに出場。準々決勝でチェ・ゼシクに1RKO勝ち、準決勝でムン・ジョンウンに1RTKO勝ちするも、決勝でイム・チビンに3RTKO負け。準優勝に終わる。
2007年2月18日、K-1 FIGHTING NETWORK KHAN 2007 IN SEOULで行われたアジアトーナメントに出場。1回戦でキム・ソンフンに1RKO勝ち、準決勝でイ・ジンファンに3R判定勝ち、決勝では昨年決勝で敗れたイム・チビンに1RKO勝ち、K-1 WORLD MAX トーナメント開幕戦への切符を手に入れた。
2007年6月28日、K-1 WORLD MAX 2007 〜世界一決定トーナメント開幕戦〜でアルトゥール・キシェンコと対戦、キシェンコのボディブローを再三もらい、手が下がったところに左フックをもらい3RKO負け。
2008年2月24日、K-1 ASIA MAX 2008 IN SEOULで行われたアジアトーナメントに出場。1回戦でシリモンコン・シンワッサと対戦し、有効打・手数共に圧倒され続けるも延長Rまで縺れ込み判定勝ち。準決勝ではK.MAXに判定負け。
2009年2月23日、K-1 WORLD MAX 2009でアルバート・クラウスと対戦し、判定負け。
2009年3月20日、K-1 AWARD & MAX KOREA 2009のアジアトーナメントに出場。1回戦でムングントスズ・ナンディンエルデンに左ハイキックでKO勝ち、準決勝ではノ・ジェギル（K.MAX）に左ストレートでKO勝ちするも、決勝でイム・チビンに左フックでKO負け。準優勝となった。
2009年4月21日、K-1 WORLD MAX 2009 FINAL16のリザーブファイトで城戸康裕と対戦し、0-3の判定負けを喫した。
2010年4月11日、初参戦となったシュートボクシングで金井健治と対戦。1Rに3度のダウンを奪いTKO勝ち。
2010年10月3日、K-1 WORLD MAX 2010 FINAL16でドラゴと対戦し、左ハイキックでKO負けを喫した。

## 戦績
| キックボクシング 戦績 | キックボクシング 戦績 | キックボクシング 戦績 | キックボクシング 戦績 | キックボクシング 戦績 | キックボクシング 戦績 | キックボクシング 戦績 |
| --------------------- | --------------------- | --------------------- | --------------------- | --------------------- | --------------------- | --------------------- |
| 31 試合               | (T)KO                 | 判定                  | その他                | 引き分け              | 無効試合              |                       |
| 19 勝                 | 11                    | 8                     | 0                     | 0                     | 0                     |                       |
| 12 敗                 | 8                     | 4                     | 0                     | 0                     | 0                     |                       |

| 勝敗 | 対戦相手                           | 試合結果                               | 大会名                                                                            | 開催年月日     |
| ×    | アルトゥール・キシェンコ           | 2R KO（左ストレート）                  | K-1 Rising 2012 ~ K-1 World Max Final 16 ~ In Madrid                              | 2012年5月27日  |
| ×    | チェ・ウヨン                       | 3R終了 判定0-3                         | The KHAN 3 【-70kg級トーナメント 1回戦】                                          | 2012年1月15日  |
| ×    | ダニロ・ザノリニ                   | 2R 2:37 TKO（3ノックダウン：パンチ）   | HEAT20～HEAT20回記念大会～ 【HEATキックルール ミドル級 タイトルマッチ】           | 2011年12月17日 |
| ○    | 守屋拓郎                           | 2R 2:08 TKO（左ストレート）            | RISE KOREA 2011                                                                   | 2011年6月17日  |
| ○    | チェ・ウヨン                       | 3R+延長R終了 判定                      | MKF ULTIMATE VICTOR 2011                                                          | 2011年5月22日  |
| ○    | XUE GUO BIN                        | 1R TKO                                 | KF-1 MMA WORLD COMPETITION                                                        | 2011年4月30日  |
| ○    | ヤン・ジュオ                       | 3R終了 判定3-0                         | 武林風・世界拳王争覇戦                                                            | 2011年1月15日  |
| ×    | ドラゴ                             | 2R 2:52 KO（左ハイキック）             | K-1 WORLD MAX 2010 IN SEOUL -70kg World Championship Tournament FINAL16 【1回戦】 | 2010年10月3日  |
| ○    | 小宮由紀博                         | 3R+延長R終了 判定3-0                   | RISE 65                                                                           | 2010年5月16日  |
| ○    | 金井健治                           | 1R 2:05 TKO（3ノックダウン：右フック） | SHOOT BOXING 25TH ANNIVERSARY SERIES 第2戦 維新-ISHIN- 其の弐                     | 2010年4月11日  |
| ○    | シュー・イェン                     | 2R KO（左ストレート）                  | The Khan 2                                                                        | 2009年11月27日 |
| ×    | 城戸康裕                           | 3R終了 判定0-3                         | K-1 WORLD MAX 2009 World Championship Tournament FINAL16 【リザーブファイト】     | 2009年4月21日  |
| ×    | イム・チビン                       | 1R 1:50 KO（左フック）                 | K-1 AWARD & MAX KOREA 2009 【アジアトーナメント 決勝】                            | 2009年3月20日  |
| ○    | ノ・ジェギル                       | 1R 1:30 KO（左ストレート）             | K-1 AWARD & MAX KOREA 2009 【アジアトーナメント 準決勝】                          | 2009年3月20日  |
| ○    | ムングントスズ・ナンディンエルデン | 1R 1:25 KO（左ハイキック）             | K-1 AWARD & MAX KOREA 2009 【アジアトーナメント 1回戦】                           | 2009年3月20日  |
| ×    | アルバート・クラウス               | 3R終了 判定0-3                         | K-1 WORLD MAX 2009 〜日本代表決定トーナメント〜                                   | 2009年2月23日  |
| ○    | 尾崎圭司                           | 3R+延長R終了 判定2-1                   | 全日本キックボクシング連盟「Krush! 〜Kickboxing Destruction〜」                   | 2008年11月8日  |
| ×    | K.MAX                              | 3R終了 判定0-2                         | K-1 ASIA MAX 2008 IN SEOUL 【アジアトーナメント 準決勝】                          | 2008年2月24日  |
| ○    | シリモンコン・シンワッサ           | 延長R終了 判定2-1                      | K-1 ASIA MAX 2008 IN SEOUL 【アジアトーナメント 1回戦】                           | 2008年2月24日  |
| ○    | 安廣一哉                           | 3R終了 判定3-0                         | K-1 WORLD MAX 2007 〜世界一決定トーナメント決勝戦〜                               | 2007年10月3日  |
| ×    | アルトゥール・キシェンコ           | 3R 1:26 KO（左フック）                 | K-1 WORLD MAX 2007 〜世界一決定トーナメント開幕戦〜 【1回戦】                     | 2007年6月28日  |
| ○    | イム・チビン                       | 1R 1:50 KO（左ミドルキック）           | K-1 FIGHTING NETWORK KHAN 2007 IN SEOUL 【アジアトーナメント 決勝】               | 2007年2月18日  |
| ○    | イ・ジンファン                     | 3R終了 判定2-0                         | K-1 FIGHTING NETWORK KHAN 2007 IN SEOUL 【アジアトーナメント 準決勝】             | 2007年2月18日  |
| ○    | キム・ソンフン                     | 1R 0:30 KO（左ボディフック）           | K-1 FIGHTING NETWORK KHAN 2007 IN SEOUL 【アジアトーナメント 1回戦】              | 2007年2月18日  |
| ○    | Juante Steyn                       | 3R終了 判定3-0                         | K-1 Rules Africa Bomba-Yaa 2006                                                   | 2006年10月14日 |
| ○    | 我龍真吾                           | 1R 0:27 TKO（パンチ連打）              | K-1 FIGHTING NETWORK KHAN 2006 in SEOUL                                           | 2006年9月16日  |
| ×    | イム・チビン                       | 3R 1:30 TKO（3ノックダウン：パンチ）   | K-1 FIGHTING NETWORK KHAN 2006 in BUSAN 【アジアトーナメント 決勝】               | 2006年2月25日  |
| ○    | ムン・ジョンウン                   | 1R 1:53 TKO（2ノックダウン：パンチ）   | K-1 FIGHTING NETWORK KHAN 2006 in BUSAN 【アジアトーナメント 準決勝】             | 2006年2月25日  |
| ○    | チェ・ゼシク                       | 1R 0:24 KO（膝蹴り）                   | K-1 FIGHTING NETWORK KHAN 2006 in BUSAN 【アジアトーナメント 1回戦】              | 2006年2月25日  |
| ×    | レミギウス・モリカビュチス         | 2R 2:50 KO（左ストレート）             | K-1 FIGHTING NETWORK KOREA MAX 2005                                               | 2005年11月5日  |
| ×    | ムン・ジョンウン                   | 3R 2:55 TKO                            |                                                                                   | 2003年9月27日  |

## 主な獲得タイトル
- K-1 FIGHTING NETWORK KHAN 2006 in BUSAN 準優勝
- K-1 FIGHTING NETWORK KHAN 2007 IN SEOUL 優勝
- K-1 AWARD & MAX KOREA 2009（アジアトーナメント） 準優勝
- 韓国ジュニアウェルター級王座（2001年10月21日）
- コリアグランプリ65kg級 優勝（2002年）
- 韓国ミドル級王座（2003年11月16日）
- MBC-ESPN ヨンジン薬品杯 70kg級 優勝（2005年1月14日）